# Danylo Sikan
Danylo Sikan (ucraniano: Данило Ярославович Сікан; 16 de abril de 2001) es un futbolista ucraniano que juega como delantero en el Trabzonspor de la Superliga de Turquía.

## Trayectoria
Danylo comenzó a jugar al fútbol en el FC Polissya Zhytomyr. Luego vino la academia FK Karpaty Lviv. Después llegó al FK Shajtar Donetsk en 2019.
Hizo su debut con el FK Karpaty Lviv en la Liga Premier de Ucrania el 12 de agosto de 2018 en un partido contra el FC Zarya Lugansk. El 15 de junio de 2019 estando en el equipo de la selección nacional sub-20 de Ucrania, ganó la Copa del Mundo Sub-20.

## Selección nacional
Formó parte de la selección de fútbol sub-20 de Ucrania que ganó la Copa Mundial Sub-20 de 2019.
El 1 de septiembre de 2021 debutó con la selección absoluta en un encuentro de clasificación para el Mundial 2022 ante Kazajistán en el que anotó el definitivo empate a dos.

## Clubes
| Club                         | País     | Año       |
| ---------------------------- | -------- | --------- |
| F. K. Karpaty Lviv           | Ucrania  | 2018-2019 |
| F. K. Shakhtar Donetsk       | Ucrania  | 2019-2025 |
| F. C. Mariupol (cedido)      | Ucrania  | 2020-2021 |
| F. C. Hansa Rostock (cedido) | Alemania | 2022      |
| Trabzonspor                  | Turquía  | 2025-     |

## Palmarés

### Títulos nacionales
| Título                  | Club                  | País    | Año  |
| ----------------------- | --------------------- | ------- | ---- |
| Supercopa de Ucrania    | F. K. Shajtar Donetsk | Ucrania | 2021 |
| Liga Premier de Ucrania | F. K. Shajtar Donetsk | Ucrania | 2023 |
| Liga Premier de Ucrania | F. K. Shajtar Donetsk | Ucrania | 2024 |
| Copa de Ucrania         | F. K. Shajtar Donetsk | Ucrania | 2024 |

### Títulos internacionales
| Título                        | Club (*)       | Sede    | Año  |
| ----------------------------- | -------------- | ------- | ---- |
| Copa Mundial de Fútbol Sub-20 | Ucrania sub-20 | Polonia | 2019 |

(*) Incluyendo la selección.